# Чувам љубав
Чувам љубав је песма хрватског поп певача Тонија Цетинског. Први пут је јавно представљена 29. априла 2022. године на фестивалу Београдско пролеће, на коме је и победила. Дан касније је званично објављена као сингл за издавачку кућу Hit Records.

## О песми
Текст и музику ове нумере написао је Амил Лојо самостално, док је у прављењу аранжмана учествовао и босанскохерцеговачки пијаниста Адис Сирбубало. За продукцију је био задужен сам Тони Цетински.
Песму је први пут јавно извео 29. априла 2022. у београдској МТС дворани, у оквиру такмичарског програма фестивала Београдско пролеће и уз пратњу Ревијског оркестра Радио-телевизије Србије. Пропозиције Београдског пролећа су и прописивале да такмичарске нумере не смеју да буду јавно извођене или промовисане пре фестивала.
Нумера је свега неколико дана по објављивању номинована за награду Накси звезда, у категорији за песму године.

## О споту
Спот је снимљен у Међугорју.